# Apple Photos
Chronologie des versions
IPhoto et Aperture
Apple Photos est un logiciel de gestion et de retouche photo développé par Apple.

## Historique
En juin 2014, Apple a annoncé son intention d'arrêter les applications iPhoto et Aperture, pour être remplacé par une nouvelle application. Photos est inclus avec OS X Yosemite 10.10.3, mis à jour gratuitement pour les utilisateurs le 8 avril 2015.
En 2016, l'application a été incluse dans tvOS 10.

## Caractéristiques
Destiné à être moins complexe que son prédécesseur, Aperture, Photos est organisé par « moment », qui sont une combinaison de temps et des métadonnées attachées à la photo comme la localisation.

## Critiques
Parmi les critiques soulevées, on peut évoquer la perte de la fonctionnalité de Photos en comparaison de ses prédécesseurs (comme Aperture).